# Tour della nazionale maschile di rugby a 15 della Spagna 1991
Nel 1991 la nazionale Spagnola di rugby a 15 non ha effettuato delle vere e proprie tournée, ma ha disputato due match molto importanti contro Inghilterra e Scozia. Erano rappresentative "A", quindi di secondo livello, almeno ufficialmente, visto che erano presenti anche molti titolari delle prime squadre.

## Risultati
| Arbitro: | G. Simmonds |

| |            | |
| Adebayo 2, Moon 2 Ubogu 2, Ryan , Hunter, meta tecnica | mt         | Sanchez |
| Liley 3, Pears | tr         | Sanchez |
| | c.p.       | Liley 2 |
| 15.J.Liley , 14.I.Hunter , 13.P.de Glanville , 12.G.Thompson , 11.A.Adebayo , 10.D.Pears , 9.R, Moon , 8.V.Ubogu , 7.R.Dawe , 6.G.Pearce (cap), 5.N.Redman , 4.S.Dear , 3.D, Ryan , 2.Ben Clarke , 1.Neil Back, Sostituti: , J.A.Gonzales , J.Candau | Formazioni | 15.F.Puertas , 14.D.Saenz , 13.S.Torres , 12.J.Moreno , 11.C.Garcia , 10..Sanchez , 9 .Diaz , 8 J.Alvarez , 7.F.Castro , 6.A.Altuna , 5.F.Mendez , 4.J.Rodriguez , 3.A.Male , 2.J.Gutierrez , 1.E.Illaregui |

| Edimburgo 28 dicembre 1991 | Scozia A | 36 – 16 | Spagna | Myreside |